# Педро Парамо (филм)
Педро Парамо (на испански: Pedro Páramo) е мексикански драматичен фантастичен филм, режисиран от Карлос Вело, базиран на едноименния роман от Хуан Рулфо, със сценарий, адаптиран от Карлос Фуентес, Карлос Вело и Мануел Барбачано Понсе. Филмът е представен през 1967 г. в Кан.

## Сюжет
Във филма се проследяват две паралелни истории в различни времена: историята на Хуан Пресиадо, който, по молба на майка си точно преди да умре, пътува до Комала в търсене на баща си Педро Парамо, за да поиска това, което му се полага; и историята на Педро Парамо, който след смъртта на баща си се жени за Долорес (майката на Хуан Пресиадо).
Хуан Пресиадо е на смъртното легло на майка си, която му казва, че трябва да отиде в Комала, за да открие баща си и да получи това, което му се полага. След смъртта на майка си Хуан се насочва към Комала. Майка му винаги е описвала Комала като красив град, но когато пристига, той вижда само пусто място. По пътя среща селянин на име Абундио Мартинес, който го отвежда в хана на Едувихес Диада, която вече го очаква. Говорейки с Едувигес, тя му казва, че Абундио, с когото се е запознал, не може да бъде същият, който тя познава, тъй като Абундио е мъртъв от дълго време.

## Актьори
- Джон Гавин – Педро Парамо
- Игнасио Лопес Тарсо – Фулгор Седано
- Пилар Пелисер – Сусана Сан Хуан
- Хулиса – Ана Рентерия
- Грасиела Доринг – Дамяна Сиснерос
- Карлос Фернандес – Хуан Пресиадо
- Алфонсо Арау – Салтаперико
- Роберто Каниедо – Торибио Алдрете
- Хорхе Риверо – Мигел Парамо
- Нарсисо Бускетс – Бартоломе Сан Хуан
- Аугусто Бенедико – Рентерия
- Беатрис Шеридан – Едувихес Диада
- Клаудия Милан – Долорес Пресиадо
- Роса Фурман – Доротеа ла Куарака
- Хоакин Мартинес – Абундио Мартинес
- Хорхе Русек – Ел Тилкуате
- Ерик дел Кастийо – Персеверансио
- Ампаро Виегас – Вила
- Грасиела Лара – Маргарита
- Алваро Ортис – Какарисо
- Хуан Ферара – Флоренсио
- Клаудио Обрегон – Адвокат
- Хосе Торваи – Теренсио
- Викторио Бланко – Галилео
- Рамиро Орси – Данилдо
- Долорес Линарес
- Армандо Акоста

## Критика
Очакванията за филма са много големи, тъй като получава помощ от правителството, а мексиканският народ вярва, че адаптирането в киното на такова литературно произведение е успех. Но критиците, режисьорите, актьорите от самия филм и дори режисьорът заявяват, че са разочаровани от крайния резултат. Наличието на много премеждия, довели до този резултат, като основното е адаптацията на сценария. По думите на Карлос Вело:
| „           | Проклетото обстоятелство, че това беше първият филм, който ми предложиха да режисирам, ме накара да направя грешката да приема. Така че вината е моя, тъй като приех тези идеи любезни предложения, които направиха филма хибриден и студен, въпреки че имаше великолепен сценарий и страхотни актьори, изпълнени с ентусиазъм; всичко обаче беше подложено на производствен стандарт на ниво омразна индустриална посредственост. | “ |
| Карлос Вело | |   |

Игнасио Лопес Тарсо говори за филма след излъчването му:
| „                   | Това е филм, който съдържа всичко, за да е добър, но не се получи. Жалко, защото Барбачано и Вело му отделиха много време и усилия. Когато прочетох адаптацията, ми се стори, че е постигната онази мистерия на Руфло, онази призрачна среда. По-късно Вело ме канеше много пъти в офиса си, който беше невероятен - изглеждаше като музей, посветен изцяло на Педро Парамо: имаше огромна документация, снимки от времето, в което се развива действието, костюмите, шапките, за живота в държавата, хасиендите, мебелите. Той искаше да даде много точна идея, за да знае къде ще ходи и какъв трябва да бъде всеки герой. Моят персонаж беше Фулгор Седано. Всичко беше луксозно и в изобилие; за моя герой, който според мен не трябваше да носи нови дрехи през цялото време, направиха редица много елегантни костюми, с красиви копчета, плетени шапки и прекрасни обувки. Първата сериозна грешка: поддържащият актьорски състав беше много добър, но за Педро Парамо те наемат Джон Гавин, второкласен актьор, който изглеждаше добре облечен, но той не успя да контролира своя герой. Тогава той участваше в телевизионен сериал в Съединените щати, в който играеше моряк, и те (продуцентите) със сигурност смятаха, че това ще отвори международния пазар за филма, но не се случи това. От друга страна, Вело, може би съкрушен от огромната отговорност, която имаше, понеже като режисьор стана много нерешителен, много пъти се съмняваше в снимките, но го правеше без убеждение. Филмът, който обаче имаше красив вид, отиде в Кан. Там си прекарахме чудесно, но прожекцията беше ужасна. Публиката излизаше на големи талази и ако не беше фактът, че бяхме много видими, мисля, че цялата делегация щеше да отиде в хотела да плаче. | “ |
| Игнасио Лопес Тарсо | |   |